# Peter Prestel
Peter Prestel (* 22. Dezember 1962 in Kempten) ist ein deutscher Dokumentarfilmer, Autor, Regisseur und Filmproduzent.

## Leben
Prestel, Absolvent der Hochschule für Fernsehen und Film in München, hat als Autor, Regisseur und Produzent mit seiner Filmproduktionsfirma Peter Prestel Filmproduktion mehr als 200 Filmbeiträge mit einem thematischen Schwerpunkt in den Bereichen Wissenschaft, Kultur, Geschichte und Archäologie für öffentlich-rechtliche Rundfunkanstalten angefertigt.  Zu diesen gehören verschiedene Folgen der Primetime-Sendereihen Schliemanns Erben und Terra X. Zusammen mit Gisela Graichen hat er 2007 das Internet-TV-Format „DFG Science TV“ entwickelt und seitdem mehrere Projekte zur Wissenschaftsvermittlung im Internet gestaltet. Peter Prestel war 2007 einer der Journalistenpreisträger des Deutschen Preises für Denkmalschutz. Der Preis soll eine vorbildliche Berichterstattung im Themenbereich Kulturdenkmalschutz und -pflege auszeichnen.

## Filmografie
- 2007: Hadubrandt, ein Händler im Mittelalter: Reisen in die Vergangenheit
- 2007: Die goldene Nacht der Skythen
- 2007: Tatort Fürstengrab: Hightech Fahndung nach Grabräubern
- 2011: Terra X: Die Deutsche Hanse: Eine heimliche Supermacht
- 2011: Die Römer im Südwesten
- 2011: Die letzte Zeugin: Die Tote aus dem Moor
- 2012: Die Kelten im Südwesten
- 2012: Das Keltenexperiment
- 2012: Terra X Die Bernsteinstraße
- 2012: Das Römerexperiment
- 2013: Terra X Die letzten Minuten: Archäologie auf Schlachtfeldern
- Kleopatras Tod: Eine wissenschaftliche Spurensuche, ZDF 2010
- Hitlers betrogene Generation: Kriegskinder in Bayern, 2 Folgen, BR 2010
- Schliemanns Erben: Das Vermächtnis der Steppenkrieger / Die versunkene Stadt der Wolkenmenschen / Vorstoß der deutschen Hanse / Heiße Spur auf Rapa Nui, ZDF 2010
- Das Erbe der Bombennächte: Der Hamburger Feuersturm, ZDF 2010
- Hitlers Verbündete, 3 Folgen, BR 2009
- Die Goldfahnder: Auf der Suche nach dem goldenen Vließ, Arte 2009
- Schliemanns Erben: Der Limes, 2 Folgen, ZDF 2009
- Die lange Nacht der Varusschlacht, ZDF 2009
- Ein Franke entdeckt Alaska: Das abenteuerliche Leben des Georg Wilhelm Steller, BR 2009
- Das Berliner Schloß: Eine deutsche Geschichte, ZDF 2008
- Klänge der Welt, 2 Folgen, SWR 2008
- Kannibalen und Knochenjäger, ZDF 2008
- Schliemanns Erben: Das Gold von Sican / Der schwarze Schrein von Goa / Die Rückkehr der Eismumie, ZDF 2008